# دايفيد هيغينز (كاتب سيناريو)
دايفيد هيغينز (بالإنجليزية: David Anthony Higgins)‏ (و. 1961  م) هو كاتب سيناريو، وممثل تلفزي، وممثل أفلام، ومنتج أفلام أمريكي، ولد في دي موين، آيوا، بدأ مشواره المهني سنة 1987.

## التعليم
تعلم في جامعة آيوا
.

## وصلات خارجية
- دايفيد هيغينز على موقع IMDb (الإنجليزية)
- دايفيد هيغينز على موقع روتن توميتوز (الإنجليزية)
- دايفيد هيغينز على موقع ألو سيني (الفرنسية)
- دايفيد هيغينز على موقع أول موفي (الإنجليزية)
- دايفيد هيغينز على موقع قاعدة بيانات الأفلام السويدية (السويدية)
- دايفيد هيغينز على موقع قاعدة بيانات الفيلم (الإنجليزية)
- دايفيد هيغينز على موقع كينوبويسك (الروسية)